# Lutjanus mizenkoi
Lutjanus mizenkoi là một loài cá biển thuộc chi Lutjanus trong họ Cá hồng. Loài này được mô tả lần đầu tiên vào năm 1985.

## Từ nguyên
Từ định danh mizenkoi trong tiếng Latinh được đặt theo tên của David Mizenko, người đến từ Đại học Rhode Island, vì những đóng góp của ông trong việc thu thập các mẫu định danh của loài cá này.

## Phân bố và môi trường sống
L. mizenkoi là một loài ít khi được nhìn thấy, được ghi nhận tại đảo Sulawesi (Indonesia), đảo Panay (Philippines), tỉnh Milne Bay (Papua New Guinea), Tây Úc và Samoa.
L. mizenkoi được thu thập trên các rạn san hô hoặc nơi có nền đáy bùn với các mỏm đá ngầm, độ sâu khoảng 10–150 m.

## Mô tả
Chiều dài cơ thể lớn nhất được ghi nhận ở L. mizenkoi là 32 cm. Lưng và thân màu đỏ, chuyển dần sang màu hồng, phần bụng và vùng dưới đầu màu trắng. Hai bên thân có các sọc ngang màu vàng nhạt, mỗi sọc nằm trên một hàng vảy cá. Các vây trắng nhạt hoặc vàng.
Số gai ở vây lưng: 10; Số tia vây ở vây lưng: 13; Số gai ở vây hậu môn: 3; Số tia vây ở vây hậu môn: 8; Số tia vây ở vây ngực: 16.
L. mizenkoi nằm trong nhóm phức hợp cá hồng sọc vàng với 6 loài khác, là Lutjanus adetii, Lutjanus lutjanus, Lutjanus madras, Lutjanus ophuysenii, Lutjanus vitta và Lutjanus xanthopinnis.

## Giá trị
L. mizenkoi là một loại cá thực phẩm chất lượng, đôi khi được tìm thấy ở các chợ cá Samoa, bán chủ yếu ở dạng tươi sống.